# Ficus mutisii
Ficus mutisii är en mullbärsväxtart som beskrevs av Armando Dugand. Ficus mutisii ingår i släktet fikonsläktet, och familjen mullbärsväxter. Inga underarter finns listade i Catalogue of Life.